# Tropaeolum pubescens
Tropaeolum pubescens är en krasseväxtart som beskrevs av Carl Sigismund Kunth. Tropaeolum pubescens ingår i släktet krassar, och familjen krasseväxter. Utöver nominatformen finns också underarten T. p. coma-beatae.